# Novakovo, Plovdiv
Novakovo (în bulgară Новаково) este un sat în comuna Asenovgrad, regiunea Plovdiv,  Bulgaria. 

## Demografie
Componența etnică a satului Novakovo
     Bulgari (99,54%)
     Nicio identificare (0,45%)
     Altele (0%)
La recensământul din 2011, populația satului Novakovo era de 441 locuitori. Din punct de vedere etnic, majoritatea locuitorilor (99,54%) erau bulgari. Pentru 0,45% din locuitori nu este cunoscută apartenența etnică.